# Nicolas Oboukhov
Pour les articles homonymes, voir Oboukhov.
Œuvres principales
- Le Livre de Vie

Nicolas Oboukhov (en russe : Николай Борисович Обухов, Nikolaï Borissovitch Oboukhov), né le 22 avril 1892 à Olchanka, dans le gouvernement de Koursk en Russie et mort le 13 juin 1954 à Saint-Cloud, est un compositeur russe moderniste et mystique, dont la carrière s'est déroulée principalement en France. Il existe de nombreuses variantes de ses nom et prénom dans les éditions de partitions et les articles musicologiques : Nicolaï, Nikolaï, Nikolay, Obukhow, Obuhow, Obouhov, Obouhow, Obouhoff…
Son style, à la fois « primitif » et avant-gardiste, s'inscrit dans la lignée d'Alexandre Scriabine. Sa musique est remarquable pour son mysticisme religieux, son système de notation personnel, un usage original des 12 tons de la gamme chromatique et son utilisation d'instruments électroniques en avance sur son époque.

## Biographie

### En Russie
Oboukhov est né à Olchanka, petit village de Russie à 80 km au Sud-Est de Koursk. Alors qu'il était encore enfant, sa famille emménagea à Moscou. Il apprit le piano et le violon, ses parents se montrant disposés à lui donner une bonne éducation musicale. En 1911, il entreprit des études au Conservatoire de Moscou, qu'il continua à celui de Saint-Pétersbourg, de 1913 à 1916. Parmi ses professeurs figurent Maximilien Steinberg et Nicolas Tcherepnine.
En 1913, Oboukhov épousa Xenia Komarovskaïa,.
Ses premières œuvres musicales, composées après 1910, attirèrent suffisamment d'attention pour que le magazine musical Muzykal'niy Sovremennik organise un premier concert de ses œuvres en 1915, suivi d'un autre à Saint-Pétersbourg, l'année suivante. Tout le matériau musical utilisé lors de ces créations utilisait la nouvelle méthode de notation musicale développée par Oboukhov à partir de 1914.
En 1918, Oboukhov quitta la Russie avec sa femme et ses deux fils, à la suite des rigueurs de la Révolution de 1917 et de la guerre civile. Passant par la Crimée puis Constantinople, ils s'établirent à Paris, espérant y trouver un refuge dans le milieu artistique et intellectuel de l'entre-deux guerres. Suivant une tradition culturelle déjà bien établie en Russie, Oboukhov parlait couramment français,.

### En France
À Paris, Oboukhov fut en relation avec Maurice Ravel et le pianiste et chef d'orchestre Nicolas Slonimsky. Ceux-ci témoignèrent un vif intérêt pour sa musique. Ravel obtint la publication de ses premières mélodies sur des poèmes de Balmont chez Durand, et sollicita une assistance financière pour lui et sa famille,.
Quoique vivant dans une pauvreté persistante, Oboukhov put ainsi se consacrer à la composition et participer à des projets d'envergure. C'est ainsi qu'il fut un pionnier dans le développement et l'emploi d'instruments de musique électroniques - en l'occurrence, la croix sonore (en français), dont le timbre est comparable à celui du thérémine mais qui se présente sous la forme d'une croix, les éléments électroniques étant contenus dans une sphère revêtue de cuivre à laquelle est attachée la croix.
La conception de cette croix sonore fut d'abord confiée à l'ingénieur Léon Thérémine. Oboukhov travailla ensuite avec Pierre Dauvillier et Michel Billaudot pour la construction de l'instrument, par intermittence et probablement sur une période assez longue. La première audition d'un prototype de la croix sonore eut lieu dès 1926, mais celui-ci fut abandonné pour une seconde version, plus élaborée, en 1934. La majorité des partitions d'Oboukhov est écrite pour cet instrument, intégré dans un ensemble parfois nombreux,.
En 1926, Serge Koussevitzky, qui avait créé les dernières œuvres d'Alexandre Scriabine et encouragé les débuts de Stravinsky, dirigea un Prologue de l'immense (et inachevé) magnum opus d'Oboukhov, Le Livre de Vie (Kniga Zhizni), pour chant, deux pianos, croix sonore et orchestre, avec Nicolas Slonimsky et le compositeur aux pianos,.
Oboukhov vécut à Paris, dans un petit appartement, composant et écrivant pour expliquer son système de notation. Robuste physiquement, il put gagner sa vie comme maçon pendant plusieurs années.
Une de ses élèves de piano, la princesse Marie-Antoinette Aussenac-Broglie, intriguée par le caractère "visionnaire", mystique et religieux de sa musique, entreprit de jouer de la croix sonore. Elle en devint bientôt une virtuose et prit la défense de l'instrument aussi bien que du compositeur. C'est ainsi qu'elle lui offrit une maison pour y vivre avec sa famille.
Arthur Honegger et quelques autres compositeurs publièrent parfois des partitions utilisant la notation d'Oboukhov. En 1943, Durand fit imprimer un ensemble de pièces de compositeurs du XVIIIe au XXe siècle en utilisant cette notation.
L'activité d'Oboukhov fut en parte interrompue par la Seconde Guerre mondiale. Il publia son Traité d'harmonie, tonale, atonale et totale en 1947, avec une préface d'Honegger.
En 1949, il fut attaqué et volé par une bande de vagabonds, et grièvement blessé. Il cessa pratiquement de composer. Ses assaillants lui auraient dérobé son portefeuille de manuscrits, dont une copie définitive de son Livre de vie. Rendu invalide à la suite de cet incident, il vécut encore cinq ans, et mourut à Saint-Cloud. Il est enterré au cimetière de Saint-Cloud. Au-dessus de sa tombe, Marie-Antoinette Aussenac-Broglie fit poser une reproduction en pierre de sa croix sonore,.
Ses nombreux manuscrits sont conservés à la Bibliothèque nationale de France de Paris. Très peu d'entre eux ont été publiés à ce jour. Larry Sitsky, dans son ouvrage Music of the repressed Russian avant-garde, 1900–1929 paru en 1994 inclut la liste alphabétique des œuvres du compositeur provenant de ces archives,.

## Œuvres
Oboukhov est surtout connu pour son monumental Le Livre de Vie. Cependant, l'essentiel de sa production antérieure est constitué de pièces de dimensions réduites, voire de miniatures, qui ont été publiées.
Son œuvre comprend ainsi des pièces pour piano seul, des mélodies pour chant et piano, des pièces pour instrument électronique et piano, le plus souvent pour croix sonore mais aussi pour ondes Martenot.
Sa musique de chambre intègre des combinaisons pour chant, instruments solistes et instruments électroniques. Il en va de même pour ses compositions orchestrales et ses oratorios ou cantates. À titre d'exemple, Le troisième et dernier testament est composé pour cinq chanteurs solistes, croix sonore, 2 pianos, orgue et orchestre...
La musique d'Oboukhov parvenue jusqu'à nous est expérimentale et innovante dès ses débuts, affichant une parenté certaine avec l'univers tonal de Scriabine. Parmi ses autres influences, on trouve le philosophe Vladimir Soloviev et le poète mystique, "apocalyptique", Constantin Balmont, dont il mettra des poèmes en musique.
Oboukhov avait développé avant 1918 une technique mettant en jeu les douze tons, non en séries comme Schoenberg le proposera, mais en définissant des "zones" ou des "régions" harmoniques à travers des accords mettant en jeu le total chromatique, ce qui constitue l'une des premières tentatives de composition ouvertement dodécaphonique. En parallèle, il mit au point une méthode évitant la répétition d'un ton en l'absence des onze autres tons, parmi d'autres régissant les intervalles. Oboukhov fut un des premiers compositeurs russes à s'intéresser à l'écriture dodécaphonique, avec Roslavets, Arthur Lourié et Yefim Golychev.
Oboukhov est également l'un des premiers à réclamer des chanteurs une technique où n'intervient plus seulement le chant mais les éclats de voix, les cris, les murmures, les chuchotements, les grognements et des sifflements très précisément notés.
Une part importante de son esthétique étant basée sur l'idée de l'extase religieuse, exprimée dans le domaine sonore, les premières mélodies, composées en Russie et en France présentent des annotations étranges pour la partie de chant. Dans les quatre mélodies d'après Constantin Balmont (composées en 1918, et publiées en 1921), Le sang ! comprend des indications telles que "criant avec extase", "râlant et poussant un cri perçant", "dans les affres de la mort", "avec l'effroi du remords", et la Berceuse d'un bienheureux au chevet d'un morte "troublant et touchant", "s'insinuant dans l'âme, charmant", "avec un timbre mort, vitrifié", "persuadant, avec un sourire insensé", "avec enthousiasme, menaçant", et "en se souvenant mystérieusement, avec un timbre terne".

### Notation musicale
Le 15 juillet 1915, d'après les souvenirs du compositeur, il commença à songer à sa méthode de notation, qui éliminait les dièses et bémols, remplaçant les notes par des croix pour les notes haussées d'un demi-ton. Ce symbole était proche des doubles dièses, mis en place des notes mêmes. Seuls Do, Ré, Fa, Sol, et La – les touches blanches du piano ayant une touche noire au demi-ton supérieur – étaient concernées par ce remplacement.
Ce système de notation est purement dodécaphonique, c'est-à-dire tributaire de la gamme tempérée, fermée sur elle-même, et ignore donc l'importance acoustique des bémols. Il n'est plus guère employé à ce jour, où le remplacement d'une note par une croix signifie plutôt un registre de jeu différent (sprechgesang pour la voix, par exemple).
En plus de cette modifications de symboles sur les notes, Oboukhov utilisait un symbole proche d'une croix de Malte pour remplacer les barres de mesure de ses partitions, qu'il plaçait souvent pour diviser ses phrases musicales - le résultat étant des "mesures" d'une longueur considérable...
Les croix, sur les notes et aux fins de phrases donnant des divisions dans la partition, faisant naturellement référence à la crucifixion, Oboukhov écrivait les indications de mouvements et de nuances avec son propre sang sur son immense manuscrit...

### Un instrument original:La croix sonore
Oboukhov inventa et participa à l'élaboration de trois instruments nouveaux :
- L'Ether, machine à vent commandée électroniquement, produisant un murmure presque inaudible, en théorie en dessous et au-dessus des capacités auditives humaines mais qui devait produire un effet subliminal sur l'auditeur.
- Le Cristal, un instrument à clavier dont les marteaux frappaient des hémisphères de cristal, dont la sonorité est proche du célesta.
- La croix sonore, proche du thérémine dont le timbre est produit par un oscillateur harmonique et contrôlé par un potentiomètre – la note émise par cet instrument monte ou descend continûment en fonction de la position des mains de l'exécutant autour de la croix[10]. À la différence du thérémine, le musicien maniant la croix sonore contrôle le volume avec un simple bouton, et non de l'autre main.

Seule la croix sonore nous est parvenue, utilisée dans une vingtaine de compositions majeures du compositeur.
La croix sonore consiste en une croix d'alliage de cuivre de 175 cm de haut, attachée à un globe de 44 cm de diamètre dont la base est aplatie pour être posée. Le centre de la croix contenait une étoile, à peu près au niveau du cœur de l'exécutant. La partie électronique est tout entière dans le globe, la croix agissant comme une antenne, les mains du musiciens contrôlant librement la fréquence émise en s'approchant et s'éloignant de la croix. Le nom de l'instrument était gravé sur le socle, en Russe et en Français,.
Une performance sur croix sonore est donc une expérience visuelle aussi bien qu'auditive. Oboukhov souhaitait que l'interprète fût comme une prêtresse participant à un rite religieux (en effet, aucun concert public ne semble avoir été donné avec un homme aux commandes de l'instrument).
La création d'un extrait du Livre de vie, en 1934, fit l'objet de la critique suivante dans le New York Times :

« À l’Annonce du Jugement Dernier, les chanteurs se tenaient debout ensemble, l'un vêtu de blanc, l'autre en rouge, cependant qu'Oboukhov et Arthur Schlossberg jouaient sur leurs pianos, et la princesse Marie-Antoinette Aussenac de Broglie, à part vêtue de noir, bleu et orange, comme pour un sacre, tirait de la croix sonore des notes qui résonnaient comme une vingtaine de violons en sourdine ou comme une voix humaine sanglotant... Et ainsi, en bougeant les mains d'avant en arrière et réciproquement, la princesse de Broglie obtenait une douceur étonnante ou les notes les plus stridentes, comme des coups de la fatalité... »

En octobre 1934, Germaine Dulac obtint de filmer mademoiselle Aussenac de Broglie jouant de l'instrument, avec Oboukhov au piano, lors d'un séjour en Italie avec l'aide de l'Institut de Rome.
Après la mort d'Oboukhov, l'instrument ne fut plus guère utilisé ni entretenu. Il fut conservé à la Bibliothèque-Musée de l’Opéra de Paris, où il pouvait être vu dans les années 1980, puis il disparut. Il fut retrouvé par accident, par un ouvrier du bâtiment en 2009. L'instrument – le seul conservé à notre connaissance – est maintenant exposé au Musée de la musique.

### Un chef-d'œuvre «impossible»:Le Livre de Vie
La composition, de loin la plus importante, et à laquelle il consacra des années de sa vie, est le Kniga Zhizni (Le livre de vie). Dans ses souvenirs autobiographiques, Nicolas Slonimsky évoque une scène terrible, lorsque l'épouse du compositeur, exaspérée par le travail quasi-obsessionnel d'Oboukhov, par ses activités d’avant-garde et la somme considérable représentée par cette partition jugée injouable, déchira le manuscrit. Le compositeur l'aurait arrêtée à temps, après quoi il répara la partition, en marquant même (encore une fois, de son sang...) les "blessures" de la partition, sur les pages mutilées.
La partition était conservée dans un « coin sacré » de son appartement de Paris, sur un autel, entouré de cierges et sous une icône orthodoxe...
Oboukhov se considérait lui-même comme un « intermédiaire » plutôt que comme l'auteur et compositeur de cette œuvre – comme un homme ayant reçu la révélation divine. Cette révélation prenait, à ses yeux, la valeur d'une "action sacrée" plutôt qu'un concert. Il signait d'ailleurs ces pièces "Nicolas l'illuminé". Une seule représentation (ou "révélation") devait en être donnée chaque année, sur une journée entière, les jours de la première et de la seconde résurrection du Christ, dans une cathédrale construite spécifiquement pour cette œuvre. Le projet d'ensemble n'est pas sans rappeler celui du Mystère inachevé de Scriabine, qui devait durer sept jours et nuits, dans un temple qui serait construit... sur les hauteurs du Tibet.
De l'immense ensemble, seuls le Prologue et quelques sections furent donnés en concert du vivant du compositeur. Le manuscrit est gigantesque, d'environ 800 pages dans la copie retenue, et près de 2 000 pages à la copie de la Bibliothèque nationale de Paris. Plusieurs pages en avaient été montées en forme de croix, sur des tissus ou des papiers de couleur. Les pages intégrées par collage sont également nombreuses,,.

## Photos, images

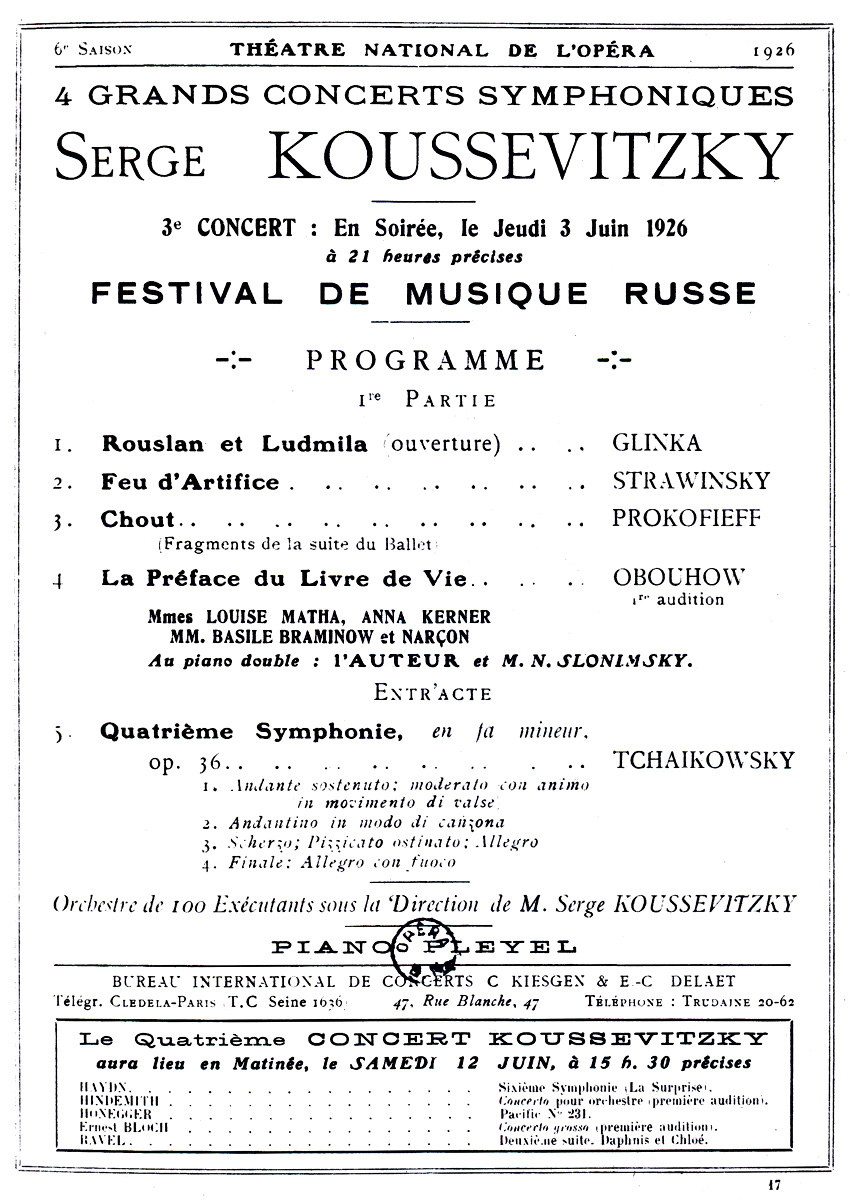
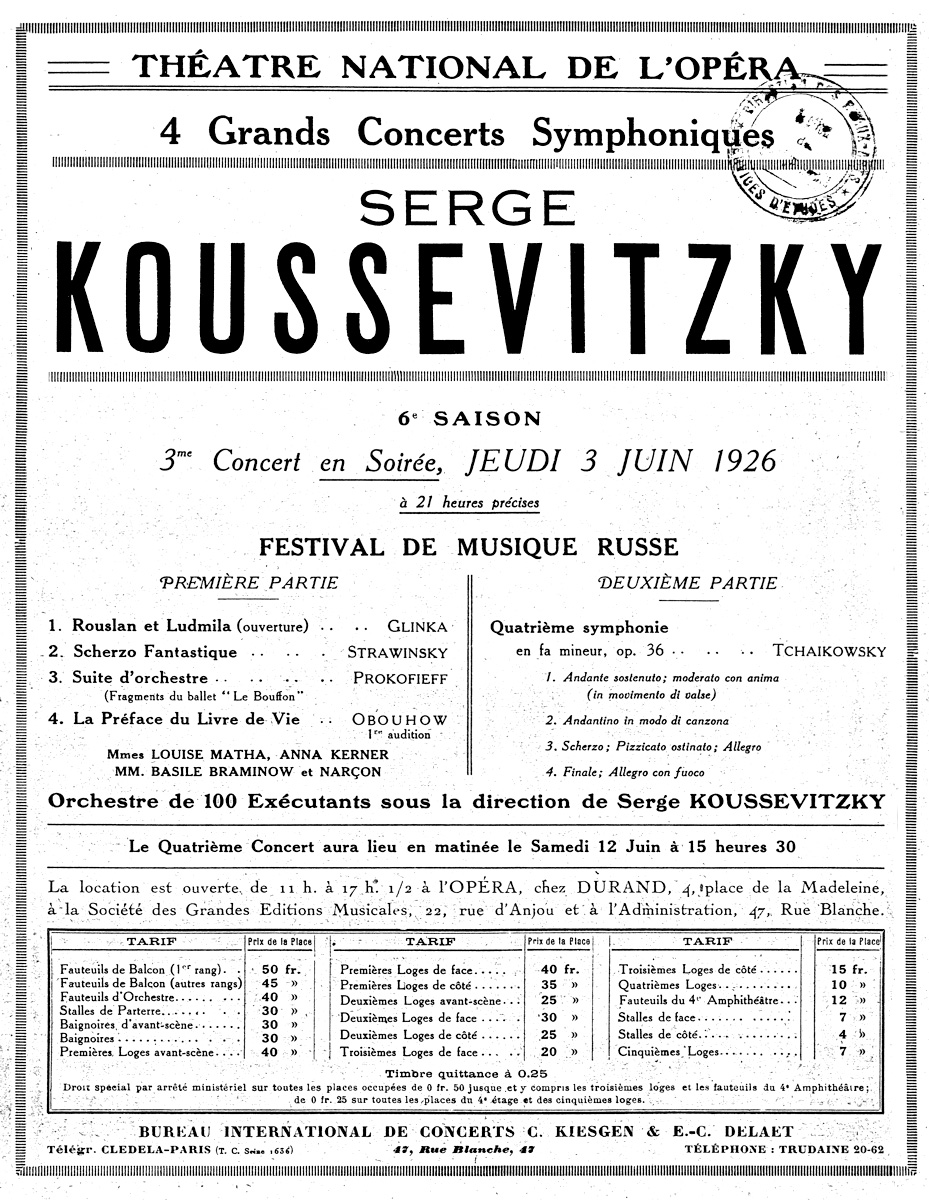

## Discographie
- Œuvres pour piano - Jay Gottlieb, piano (15 avril 2005, HL Prod/Sisyphe 010) (OCLC 904556725)
- Four Balmont Songs - Barbara Hannigan, soprano ; Schönberg Ensemble/Capella Amsterdam, dir. Reinbert de Leeuw (2006, Etcetera Records) (OCLC 606666292)
- Pièces pour piano des futuristes russes, vol. 1 - Thomas Günther, piano (1-4 novembre 2008, SACD Cybele Records) (OCLC 320212534)